# Anna Maria Cisint
Anna Maria Cisint (Cormons, 7 ottobre 1963) è una politica e dirigente pubblica italiana, eletta europarlamentare nel 2024. È stata sindaco di Monfalcone dal 2016 al 2024.

## Biografia

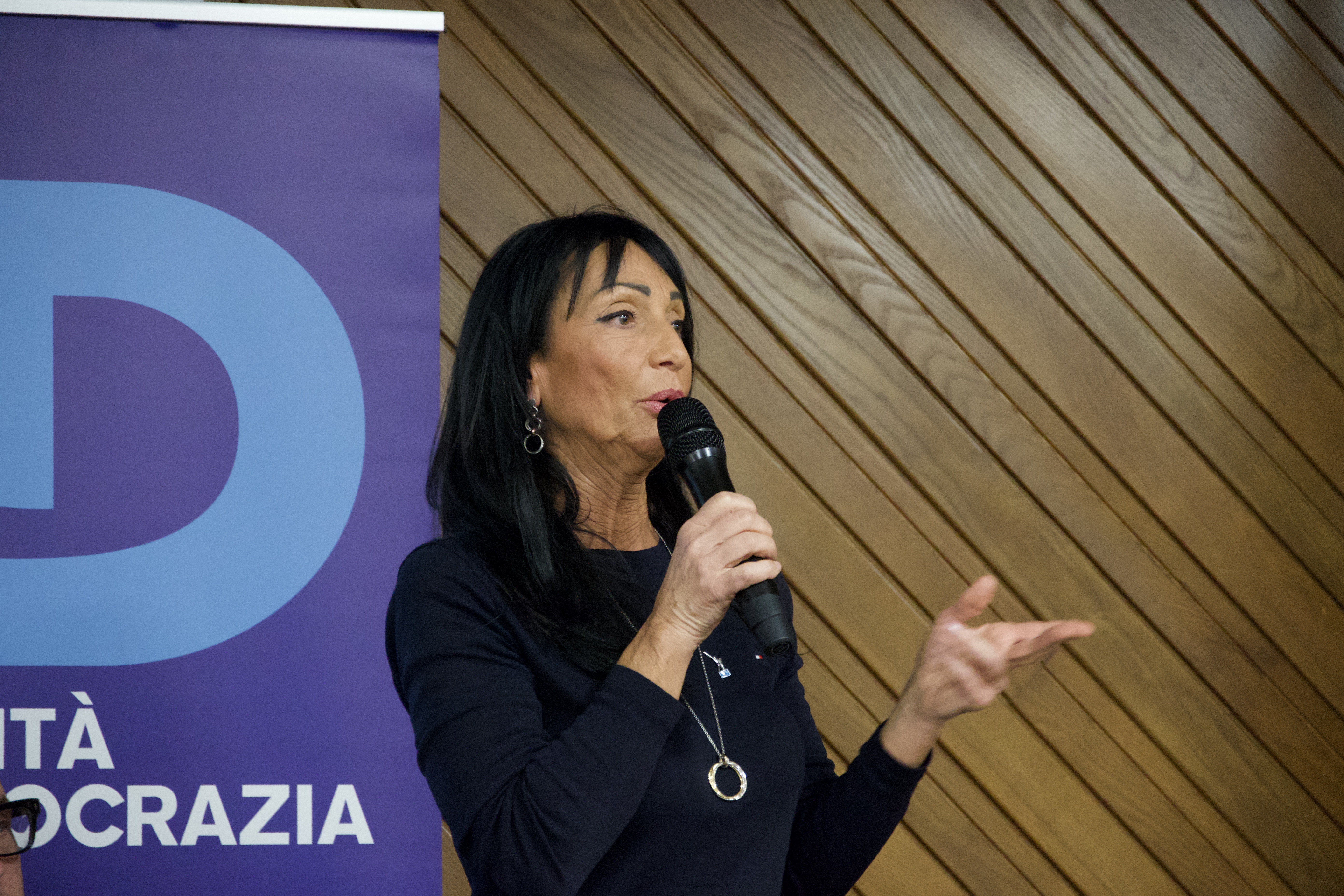
Cisint nel 2023, durante un convegno del gruppo europeo Identità e Democrazia.

Anna Maria Cisint nasce a Cormons il 7 ottobre 1963. Laureata in Scienze politiche presso l'Università degli Studi di Trieste, ha ricoperto vari incarichi presso enti locali nei comuni di Gorizia, Grado e San Canzian d'Isonzo. 
Entra in politica nel 2011, venendo eletta al consiglio comunale di Monfalcone con la lista civica Rinnoviamo Monfalcone, legata al Popolo della Libertà (PdL). Con lo scioglimento del PdL nel 2013, aderisce al Nuovo Centrodestra (NCD), per poi passare nel 2016 alla Lega Nord.
Nel 2016 è eletta sindaco di Monfalcone, battendo al ballottaggio la candidata di centro-sinistra Silvia Atran. Nel 2022 è rieletta al primo turno con il 72,4% delle schede valide sul 52% degli aventi diritto al voto.
Alle elezioni europee del 2024 in Italia, viene candidata presso le circoscrizioni nord-est tra le file della Lega Nord,. Alla luce dei risultati delle votazioni europee, viene eletta, ricevendo complessivamente 42 000 preferenze nella circoscrizione nordest seconda nella coalizione solo a Roberto Vannacci e aderendo al gruppo Identità e Democrazia.

## Vita personale
Cisint ha due figli, Luca e Marco. Divorziata dal primo marito, ha avuto una relazione con Alberto Tonut, ex giocatore della Pallacanestro Trieste. È cattolica.